# San Miguel County (Colorado)
San Miguel County is een county in de Amerikaanse staat Colorado.
De county heeft een landoppervlakte van 3.332 km² en telt 6.594 inwoners (volkstelling 2000). De hoofdplaats is Telluride.

## Bevolkingsontwikkeling

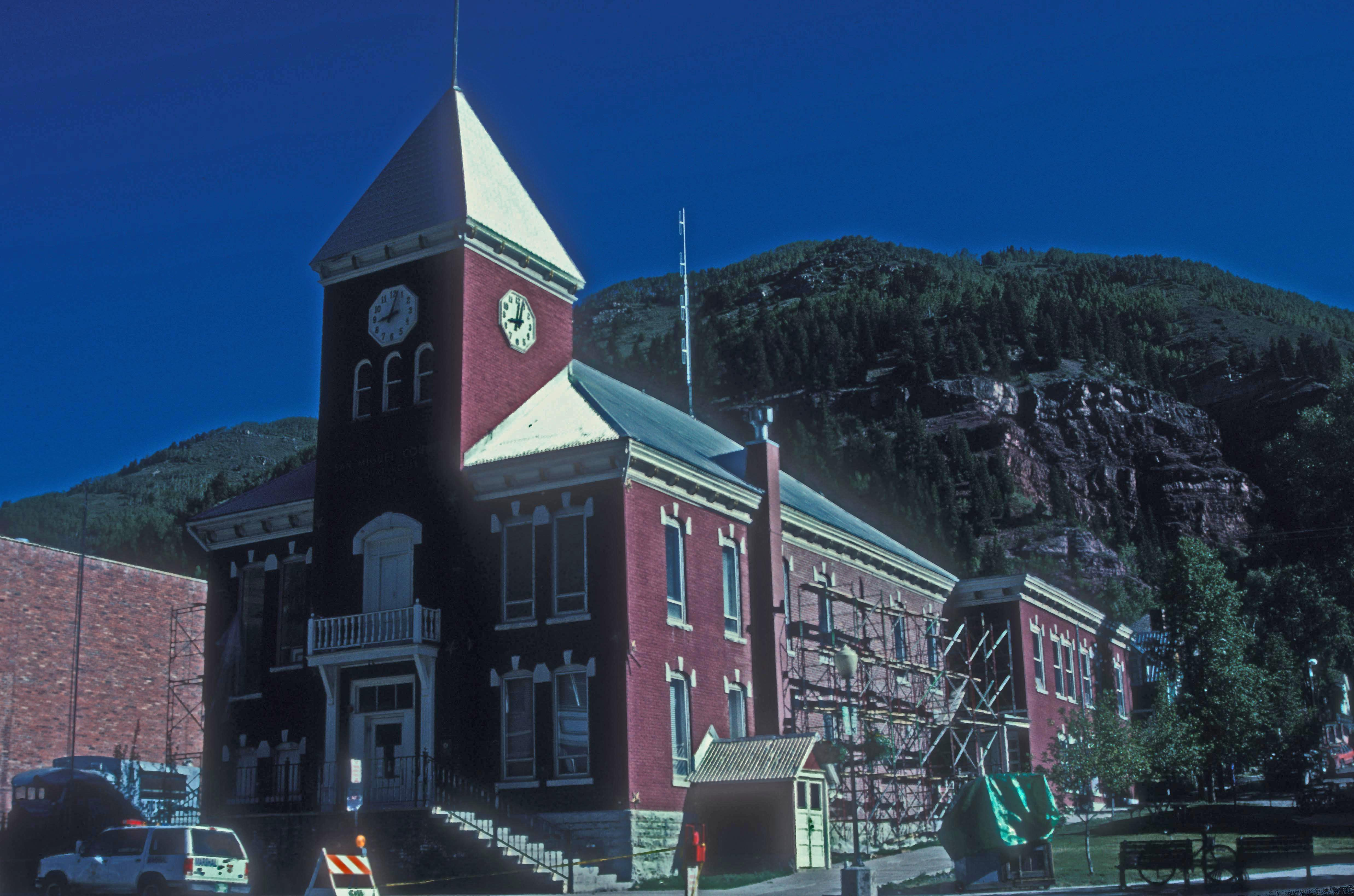
San Miguel County Courthouse